# Digital Research Infrastructure for the Arts and Humanities
La Digital Research Infrastructure for the Arts and Humanities (Infraestructura de Investigación Digital para las Artes y Humanidades, más conocida por su acrónimo DARIAH) es una infraestructura europea de investigación creada para mejorar y apoyar la investigación y la enseñanza en las Artes y Humanidades que se apoyan en recursos digitales (es decir, Arte y Humanidades digitales). DARIAH es un Consorcio Europeo de Infraestructura de Investigación (ERIC) desde 2014.

## Descripción
DARIAH se creó para
mejorar y apoyar la investigación y enseñanza habilitadas digitalmente en las artes y humanidades. DARIAH es una red de personas, experiencia, información, conocimiento, contenido, métodos, herramientas y tecnologías de sus países miembros. Desarrolla, mantiene y opera una infraestructura en apoyo de prácticas de investigación basadas en TIC, y sostiene a los investigadores en su uso para construir, analizar e interpretar recursos digitales. Trabajando con comunidades de práctica, DARIAH reúne actividades individuales de vanguardia en artes y humanidades digitales y escala sus resultados a un nivel europeo. Preserva, proporciona acceso y difunde la investigación que surge de estas colaboraciones, asegurando que se sigan las mejores prácticas y estándares metodológicos y técnicos.

## Historia
DARIAH fue establecida como un Consorcio Europeo de Infraestructura de Investigación (ERIC) en agosto de 2014. Actualmente, DARIAH cuenta con 22 miembros y varios socios cooperantes en once países no miembros.

## Miembros
En 2024 DARIAH contaba con 22 miembros de pleno derecho y 19 cooperating partners de 11 países no-miembros.
| País            | Fecha de accesión |
| --------------- | ----------------- |
| Austria         | 2014              |
| Bélgica         | 2014              |
| Bulgaria        | 2019              |
| Croacia         | 2014              |
| Chipre          | 2014              |
| República Checa | 2019              |
| Dinamarca       | 2014              |
| Francia         | 2014              |
| Alemania        | 2014              |
| Grecia          | 2014              |
| Irlanda         | 2014              |
| Italia          | 2014              |
| Luxemburgo      | 2014              |
| Malta           | 2014              |
| Países Bajos    | 2014              |
| Polonia         | 2015              |
| Portugal        | 2015              |
| Serbia          | 2014              |
| Eslovenia       | 2014              |
| España          | Diciembre 2023    |
| Suiza           | Diciembre 2023    |

## Países no miembros concooperating partners
- Egipto
- Finlandia
- Hungría
- Islandia*
- Letonia*
- Noruega
- Rumania
- Eslovaquia
- Suecia
- Suiza
- Reino Unido
- EE. UU.